# Josefina Guilisasti
Josefina Guilisasti Gana (Santiago de Chile, 1963) es una artista visual chilena relacionada al proyecto Incubo —junto a Cecilia Brunson—, al que perteneció entre 2005 y 2009.
Estudió licenciatura en artes visuales en la Universidad de Chile desde 1981 a 1985, donde fue alumna de Rodolfo Opazo y Gonzalo Díaz Cuevas; posteriormente, entre 1990 y 1992 realizó estudios en pintura escenográfica en La Scala di Milán y en 1997 fue alumna de Eugenio Dittborn. En su trabajo «cuestiona la representación de los objetos por medio de las técnicas y elementos artísticos tradicionales como el óleo sobre tela, el uso de la tela como formato y la serigrafía», no escapando a la realización de obras colectivas, en las que ha participado junto a Isabel del Río y Claudia Missana.
El año 2008 recibió el Premio Altazor de las Artes Nacionales en la categoría Pintura por Bodegones.
Ha participado en varias exposiciones individuales y colectivas durante su carrera, entre ellas la muestra Correspondencias en el Haus am Kleistpark de Berlín (2002), la IV Bienal en el Museo Nacional de Bellas Artes (2004), la muestra Fragmento I en la Bienal de Pontevedra (2006), la Bienal del Mercosur en Porto Alegre (2001 y 2007), la muestra Ejercicio de Colección La Comida en el Arte: Alimentos en Reposo del Museo Nacional de Bellas Artes de Chile (2008), Tectonic Shift en el Saatchi Gallery de Londres (2011), entre otras exposiciones en Chile, Estados Unidos y Europa.